# Schloßberg (Schöngeising)
Der Schloßberg ist ein 568 m hoher Berg im Bayerischen Alpenvorland an der
Amperschlucht östlich von
Wildenroth.
Der Schloßberg selbst ist ein Sporn der Amperleite und beherbergt den Burgstall der Sunderburg als Naturdenkmal.